# 江別郵便局
江別郵便局（えべつゆうびんきょく）は北海道江別市にある郵便局。民営化前の分類では集配普通郵便局であった。

## 概要
住所：〒067-8799 北海道江別市王子16-15

## 沿革
- 1880年（明治13年）9月 - 対雁（ついしかり）郵便局（五等）として開設[1]。
- 1886年（明治19年）4月 - 江別郵便局に改称。
- 1889年（明治22年）1月4日 - 貯金取扱を開始。
- 1890年（明治23年）7月16日 - 為替取扱を開始。
- 1897年（明治30年）3月26日 - 江別郵便電信局となる。
- 1903年（明治36年）4月1日 - 通信官署官制の施行に伴い江別郵便局となる。
- 1953年（昭和28年）9月 - 局舎新築落成。
- 1957年（昭和32年）1月21日 - 電話通話および和文電報受付事務の取扱を開始[2]。
- 1978年（昭和53年）6月19日 - 江別市四条七丁目から、同市王子に局舎を新築、移転。
- 2000年（平成12年）8月14日 - 外国通貨の両替および旅行小切手の売買に関する業務取扱を開始。
- 2002年（平成14年）6月22日 - 篠津郵便局の廃止に伴い、取扱事務を承継。
- 2002年（平成14年）11月1日 - 角山簡易郵便局の一時閉鎖[3]に伴い、取扱事務を承継。
- 2007年（平成19年）10月1日 - 民営化に伴い、併設された郵便事業江別支店に一部業務を移管。
- 2012年（平成24年）10月1日 - 日本郵便株式会社の発足に伴い、郵便事業江別支店を江別郵便局に統合。

## 取扱内容
- 郵便、印紙、ゆうパック、内容証明
- 貯金、為替、振替、振込、国際送金、外貨両替・トラベラーズチェック、国債、投資信託
- 生命保険、バイク自賠責保険、自動車保険、がん保険、引受条件緩和型医療保険
- ゆうちょ銀行ATM
- 江別市内の一部地域の集配業務：主に市内中心部、高砂、見晴台、ゆめみ野、朝日、豊幌地区
- ゆうゆう窓口

## 周辺
- 江別市郷土資料館
- 江別市立江別第一小学校
- 王子特殊紙江別工場
- 国道337号
- 石狩川、千歳川

## アクセス
- JR函館本線 江別駅から北西へ約700m（徒歩約8分）
- 北海道中央バス 江別郵便局前停留所下車
- 道央自動車道 江別東ICから西へ約4km、江別西ICから北東へ約6.5km
- 国道12号沿い
- 駐車場あり：10台